# Als wir träumten (Film)
Als wir träumten ist ein Spielfilm des deutschen Regisseurs Andreas Dresen aus dem Jahr 2015 nach dem gleichnamigen Bestseller-Roman des Schriftstellers Clemens Meyer. Als offizieller Wettbewerbsbeitrag der 65. Berlinale hatte der Film am 9. Februar 2015 Premiere, der deutsche Kinostart war am 26. Februar 2015.

## Handlung
Der Film stellt die Geschichte einer Leipziger Jungenclique dar, die sich seit ihrer Schulzeit in der Deutschen Demokratischen Republik kennt. Die Handlung spielt in der frühen Nachwendezeit, wobei es allerdings immer wieder Rückblenden in die Zeit vor der Wende gibt. Sie wird aus der Sicht des Protagonisten Dani erzählt und hier chronologisch dargestellt.
Die 13-jährigen Jungen Dani, Rico, Pitbull, Mark und Paul besuchen in den 1980er Jahren eine Polytechnische Oberschule im Osten Leipzigs, sind Thälmannpioniere und werden ganz im Sinn des Sozialismus systemgetreu erzogen. Dani und Rico sind miteinander befreundet, Dani ist ein guter Schüler und war Sieger im Talentwettbewerb „Gedichte aufsagen“. Rico betreibt neben der Schule Boxsport, zu dem ihm sein Vater gebracht hat. Nachdem Ricos Vater seine Mutter und ihn wegen einer anderen Frau sitzen gelassen hat, fällt Ricos Leistung ab und er widersetzt sich Anweisungen der Lehrer. Er zündet in der Schultoilette vor Danis Augen sogar sein rotes Pionierhalstuch an, wodurch sie vor die Schulleitung zitiert werden. Dani versucht, seinen Freund zu verteidigen, doch er wird aufgefordert, sich von Rico zu distanzieren und die Tat zu verurteilen. Danis heimliche Liebe Katja erzählt ihm, dass sie mit ihren Eltern in den Westen auswandern wird, was ihn sehr schmerzt. Mit dem Aufkommen der ersten Demonstrationen in Leipzig werden die Schüler von der Schulleitung auf die Gefährlichkeit und das verantwortungslose Verhalten der Demonstranten hingewiesen. Mit diesen verbotenen Aufmärschen würden sie die Errungenschaften und die Ordnung des sozialistischen Systems zerstören wollen.
Ein paar Jahre später hat sich einiges geändert. Der Schulleiter hat mittlerweile seine Position verloren, die Eltern der aus dem Arbeitermilieu stammenden Schüler, müssen sich vorrangig an die neuen Gesellschaftsverhältnisse nach der Wende und dem Ende der DDR anpassen und sind mit der Situation überfordert. Die Clique kann sich deshalb relativ unbeaufsichtigt ausprobieren. Sie trinken viel, begehen Ladendiebstähle und knacken nachts Autos, mit denen sie durch die Leipziger Straßen rasen. Jetzt ist auch Sternchen, die neue heimliche Liebe von Dani, öfter dabei. Die Clique hilft aber auch immer wieder einer alten Frau, indem sie ihr gegen Bezahlung die Kohlen hochtragen, und Pitbull geht auch einmal dazwischen, als ein Nachbar seine Frau misshandelt. Sie bekommen auch immer wieder Ärger mit den örtlichen Neonazis („Glatzen“) und ziehen dabei öfter den kürzeren, Rico, Paul und auch Dani werden von ihnen übel zusammengeschlagen. Sternchen gibt sich aber immer mehr mit Kehlmann, dem Anführer der Neonazis, ab.
Die fünf haben eigentlich Träume wie viele andere Teenager in dieser Zeit auch. Rico hat den Wunsch, als Profiboxer erfolgreich zu werden, Pitbull möchte sich finanziell unabhängig machen, Dani und Paul endlich bei ihrer Traumfrau landen, Mark hingegen nur das Leben in vollen Zügen genießen. Die fünf Jungen versuchen auf eigene Faust, in einer alten Fabrikhalle einen eigenen Club aufzumachen, auch wenn dies anfänglich gar nicht so leicht ist. Mark hat entsprechendes Equipment und über Kontakte bauen sie das „Eastside“ dann doch einigermaßen erfolgreich auf. Doch an dem Geschäft wollen Kehlmann und seine Truppe mitabsahnen. Dies endet irgendwann damit, dass sie den Club völlig zerstören. Die Hoffnung, dass die Antifa gegen die Neonazis vorgeht, hatte sich nicht erfüllt. Aber auch sonst kommen die fünf Jungen im Leben nicht so richtig voran, sie fallen immer wieder polizeilich auf, mit den Eltern gibt es häufig Auseinandersetzungen. Dani muss zwischendurch vier Wochen in den Jugendarrest, da er auf der Flucht vor Kehlmanns Handlangern ein Schaufenster eingeworfen hatte. Paul kommt über eine unerwiderte Liebe nicht hinweg und Mark verfällt den harten Drogen. Pitbull wird Drogendealer und Rico überfällt schließlich sogar eine Sparkasse. Als Mark an einer Überdosis stirbt, macht Dani Pitbull nach der Beerdigung Vorwürfe, dass dieser mit Drogen gedealt und auch Mark versorgt hätte. Paul versucht zwischen Dani und Pitbull zu vermitteln, doch er kann wenig ausrichten.
Als Rico und Dani in einen Stripclub gehen, treffen sie die dort als Stripperin arbeitende Sternchen. Rico versucht, Sternchen auf der Toilette zu bedrängen und gibt ihr Drogen, was Dani mitbekommt und ihn sehr schmerzt. Als er mit Rico danach in einem Taxi nach Hause fährt, wartet die Polizei schon auf Rico, um ihn wegen des Sparkassenüberfalls zu verhaften.

## Filmmusik
Titelmelodie des Films ist A New Error von Moderat. Dresen sagt dazu: „Die Musik im Film ist nur dort historisch, wo sie ‚innerszenisch‘ benutzt wird, ansonsten haben wir uns die Freiheit genommen, auch modernere Stücke und Sounds zu verwenden […]“. Dabei werden im Film auch Übergänge zwischen historischen und aktuellen Stücken geschaffen, so z. B. mit den zwei Marusha-Tracks Rave Channel (1992) und Club Arrest (2012).

## Entstehungsgeschichte

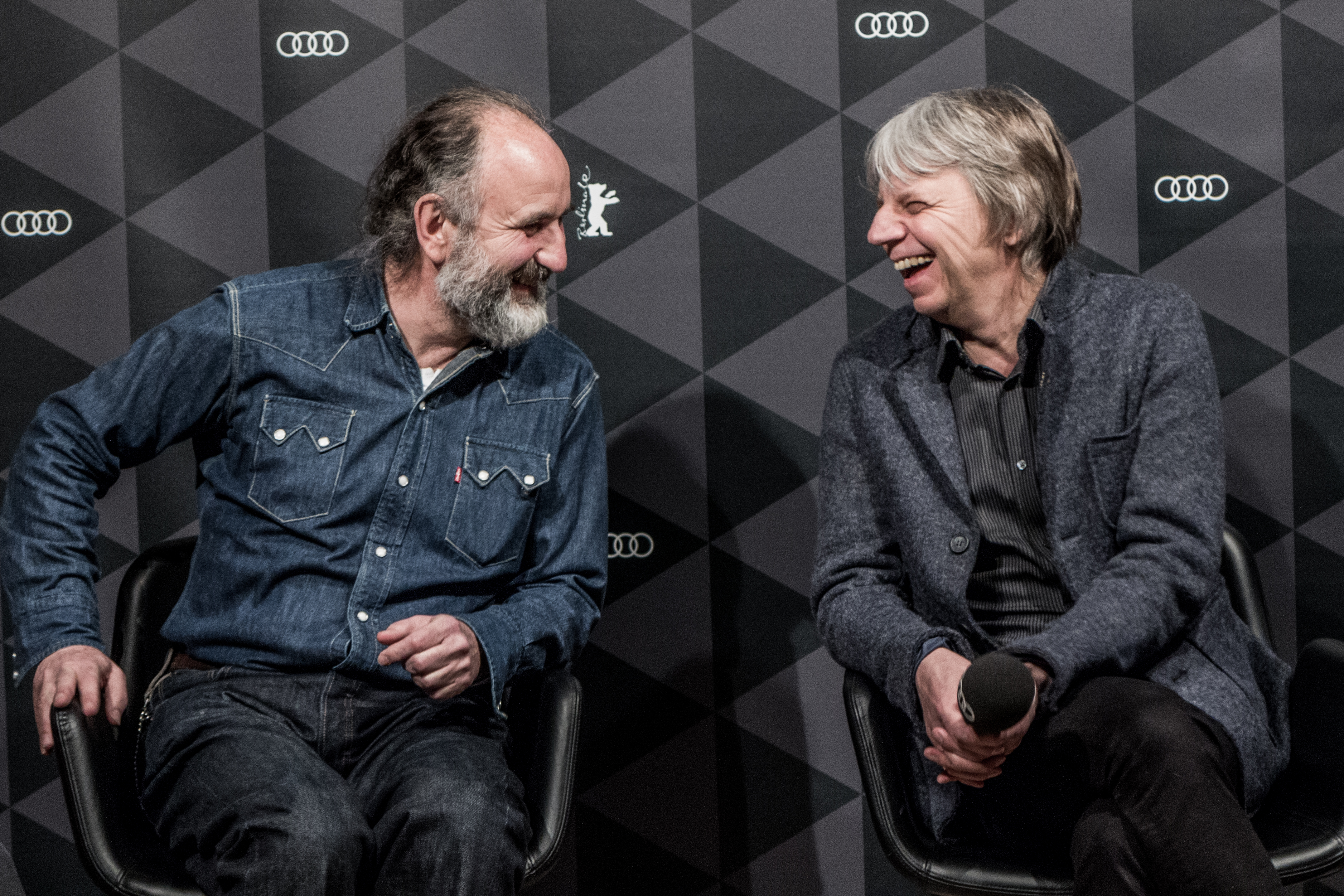
Peter Rommel und Andreas Dresen beim Berlinale Openhouse Berlinale-Talk 2015 zu Als wir träumten

Gedreht wurde im Herbst 2013 in Leipzig (vor allem in den Stadtteilen Lindenau, Grünau, Reudnitz, Innenaufnahmen in einer Kneipe in Connewitz und in der Ruine der ehemaligen Sternburg-Brauerei in Lützschena). Auch Halle (Saale), Dessau und Dresden waren Drehorte. Die Zusammenarbeit von Dresen und Kohlhaase ist die dritte nach Sommer vorm Balkon (2005) und Whisky mit Wodka (2009).
Romanautor Clemens Meyer ist in einem Cameoauftritt als Polizist im Film zu sehen. Die Verfilmung wurde erstmals 2009 angekündigt, ursprünglich mit Lars Kraume als Regisseur. Nachdem die Filmrechte wieder frei geworden waren, setzten Rommel und Dresen mit einem neuen Drehbuch von Wolfgang Kohlhaase das Filmprojekt um.
Gefördert von der Mitteldeutschen Medienförderung, dem Medienboard Berlin-Brandenburg und dem Deutschen Filmförderfonds waren unter anderem RBB, BR, MDR und Arte an der Produktion beteiligt.

## Rezeption
In der Filmankündigung der Berlinale heißt es, Kohlhaase und Dresen würden Meyers Roman „zu einer filmischen Parabel über Freundschaft und Verrat, Zuversicht und Illusion, Brutalität und Zärtlichkeit“ verdichten. Sie erzählen die Geschichte „einer verlorenen Jugend und präsentieren zugleich ein Spiel um Rebellion und die nicht enden wollende Utopie vom großen Glück“.

„Sehenswerte Literaturverfilmung über eine Leipziger Clique zur Wendezeit – mit großartigen jungen Darstellern.“

„[…] für ihre Gruppendynamik nehmen sich die Szenen keine Zeit, immer müssen die Schauspieler beweisen, wie rebellisch sie sind. […] Oft hat man den Eindruck, als würde hier ein Gangfilm der fünfziger Jahre in die Kulisse der DDR-Altbausubstanz verpflanzt. […] In den Gruppenszenen […], wenn die Clique beim Saufen im Keller gefilmt wird oder beim Feiern im Technoclub, verliert [der Regisseur] den Überblick. […] Wenn der Film in der zweiten Hälfte endlich ruhiger wird, verheddert er sich in den vielen Geschichten, die nebeneinander erzählt werden.“

„Dresen […] will uns mit der Entwicklung der Handlung überraschen, und, […] das gelingt ihm. […] [Der] Film ist übersichtlich, weil er [mit Ausnahmen] streng chronologisch erzählt. […] Wenn [Dani] in der meisterhaften Inszenierung der besten Romanszene seine Freunde Mark und Rico aus Feigheit verrät, gelingt es Dresen und seinem Kameramann Michael Hammon, Danis eigene Verzweiflung darüber deutlich zu machen. Auch so etwas hat man im deutschen Kino lange nicht mehr gesehen […]. […] ‚Als wir träumten‘ würde jedes Festival der Welt zieren. Weil es sich um Weltklassekino handelt.“

Die Deutsche Film- und Medienbewertung FBW verlieh dem Film das Prädikat besonders wertvoll:

„Als wir träumten ist ein rauer Film, der mit seinen Protagonisten trotzdem zärtlich umgeht, wenn sie etwa in Großmutters Wohnzimmer Punsch schlürfen und die scheinbar heile Welt genießen. Die Detailgenauigkeit, eine Stärke aller Andreas-Dresen-Filme, trifft sich hier mit der Präzision des Drehbuchs von Wolfgang Kohlhaase […]. Die Ausstattung, die Schauplätze sind perfekt gewählt und atmosphärisch dicht. Teils schwer erträgliche Szenen werden extrem ausgereizt und erhöhen die Authentizität der Handlung und des Milieus. Die unbändige Kraft junger Männer wird hier sichtbar, die sich aber auch gegen sie selbst wendet. Ihr Kontrollverlust macht sie zu Verlierern, zu Absteigern, noch ehe sie die Gelegenheit ergreifen können, ihre Kräfte positiv einzusetzen. […] Als wir träumten ist ein Film, der weit über sich hinausweist, das eindrucksvolle Porträt Jugendlicher in einer Gesellschaft im Umbruch.“